# 1580 en science
| Années de la science : 1577 - 1578 - 1579 - 1580 - 1581 - 1582 - 1583    |
| Décennies de la science : 1550 - 1560 - 1570 - 1580 - 1590 - 1600 - 1610 |

Cet article présente les faits marquants de l'année 1580 en science.

## Événements
- 6 avril  : séisme dans le pas de Calais[1].
- 13 juin : bulle de fondation de l'université de Santo Tomás à Bogota, en Colombie[2].
- 26 septembre, Plymouth : l'explorateur anglais Francis Drake achève sa circumnavigation[3].

- Novembre : la construction d'Uraniborg, palais et observatoire astronomique de Tycho Brahe, est achevée[4].

- Fra Paolo Sarpi aurait découvert la circulation du sang[5].
- Le sultan Murad III fait détruire l'Observatoire d'Istanbul[6].

## Publications
- Roch Le Baillif :
  - Traicté du remede à la peste, charbon et pleuresie, et du moyen de cognoistre quel Element les excite, et les hommes qui pour le temps y sont assbjettiz, Paris, Abel l’Angelier, 1580,
  - Premier Traicté de l'homme et son essentielle anatomie avec les Elemens et ce qui est en eux, Paris, Abel l’Angelier, 1580,
- Michel Coignet : Nieuwe onderwysinghe op de principaelste puncten der zeevaert, 1580, un traité de navigation ;
- Rembert Dodoens :
  - Historia vitis vinique, 1580,
  - Physiologices medicinae tabulae 1580,
- Bernard Palissy : Discours admirable de la nature des eaux et fontaines tant naturelles qu'artificielles, publié à Paris. Ce mémoire sera reconnu comme pertinent quant au cycle de l'eau et de l'alimentation des sources par les pluies.

## Naissances

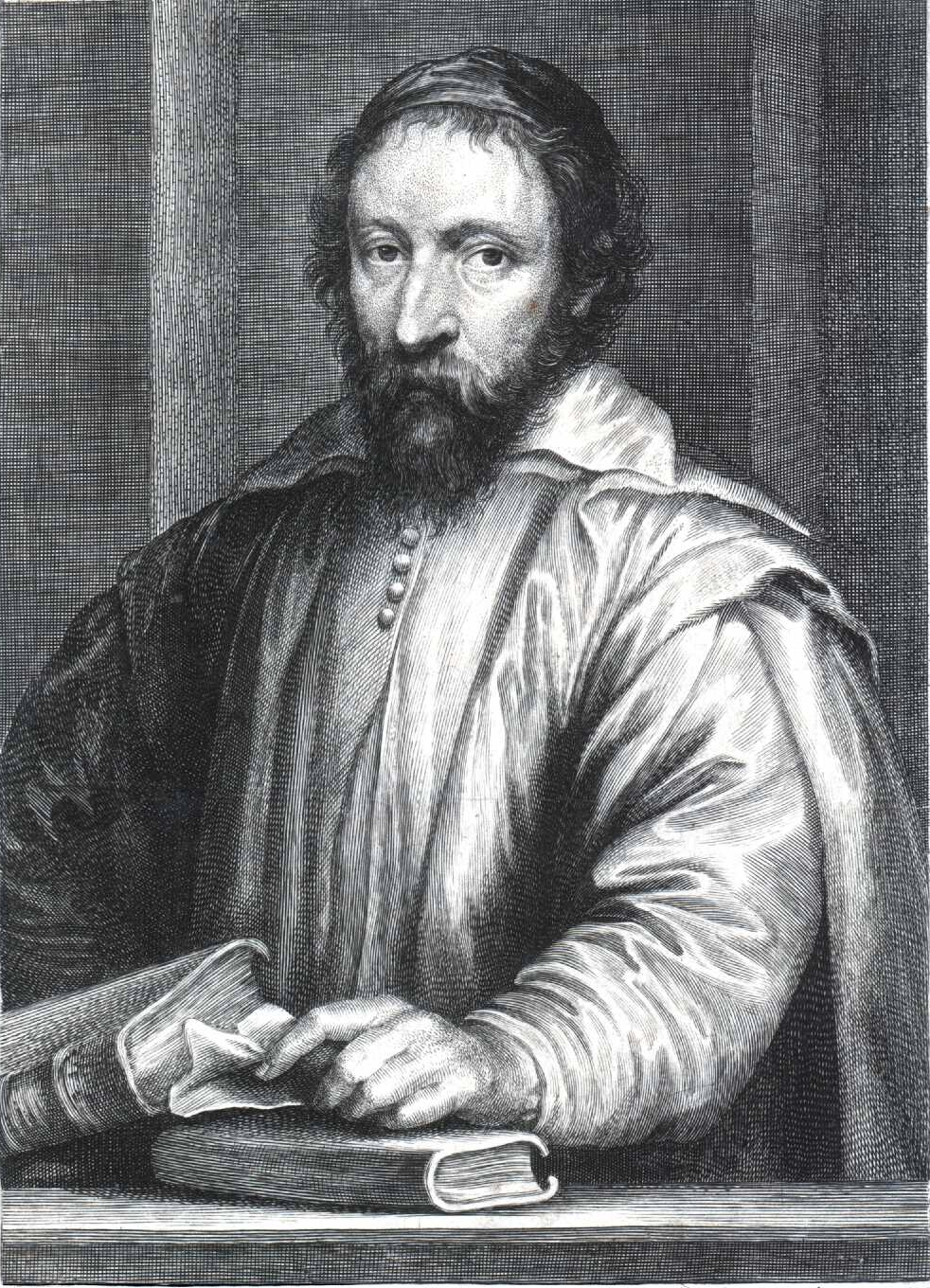
Nicolas-Claude Fabri de Peiresc

- 5 mai : Johann Faulhaber (mort en 1635), mathématicien allemand.
- 6 juin : Godefroy Wendelin (mort en 1667), astronome flamand.
- 13 juin : Willebrord Snell (mort en 1626), humaniste, mathématicien et physicien néerlandais.
- 19 août : Pierre Vernier (mort en 1638), ingénieur militaire et mathématicien français.
- 20 octobre : Peter Crüger (mort en 1639), mathématicien, astronome et polymathe allemand.
- 1er décembre : Nicolas-Claude Fabri de Peiresc (mort en 1637), astronome français.

- Pierre Hérigone (mort en 1643), mathématicien et astronome français.
- Julius Schiller (mort en 1627), avocat et astronome allemand.

## Décès
- 15 septembre : Friedrich Risner (né vers 1533), mathématicien allemand.
- 6 novembre : Giovanni Ingrassia (né en 1510), anatomiste italien.

- Toussaint de Bessard (né vers 1522), mathématicien et hydrographe français.
- Pedro de Campaña (né en 1503), peintre, architecte, sculpteur et mathématicien belge.